# Triaenodes dubius
Triaenodes dubius là một loài Trichoptera trong họ Leptoceridae. Chúng phân bố ở miền Australasia.